# Daniel Toutain
Daniel Toutain, francuski majstor borilačkih vještina. Nositelj je 6. Dana u aikidu.

## Životopis
Daniel Toutain se bavi aikidom od 1968. godine. Prvo je započeo vježbati kod Masamichija Noroa. Kod njega je vježbao do 1978. godine. Od 1977. je kvalifirani instruktor aikida. Od 1978. do 1982. vježbao je kod Nobuyoshi Tamure. U tom razdoblju vježbao je i iaido, te podučavao istu vještinu. Od 1992. godine započinje slijediti Morihira Saitu. Sa Saitom ga je upoznao Paolo Corallini tijekom tijekom seminara u Italiji. Toutain je od svog prvog susreta sa Saitom bio očaran njegovim majstorstvom i znanjem. 
Daniel Toutain dobio je 6. Dan u Iwama-Ryu 2002. godine. Dodijelio mu je izravno Morihiro Saito. To su u Aikikaiju prepoznali u studenom 2013. godine, kada mu je doshu Moriteru Ueshiba dodijelio 6. Dan u Aikikaiju. Na francuski jezik je preveo seriju knjiga o aikidu koje je objavio Morihira Saita pod naslovom "Takemusu Aikido". Isto tako, 2010. godine Toutain je dovršio svoje djelo, objavivši iznimnu seriju od 14 aikido DVD-a koji su neophodni za aikidoke.
Od 1990. Daniel Toutain, iz vlastitog dojoa "Aiki Dojo de Rennes", uveliko je pridonio razvoju aikida u Francuskoj; u početku iz svog dojo-a "Institut Rennais d’Aikido", zatim njegove škole "Takemusu Aiki Bretagne", koja je postala "Iwama Ryu Aikido France", i na kraju "Međunarodne akademije Iwama Ryu". U siječnju 2012., uz potporu i inicijativu skupine učenika, najavio je stvaranje "Fundamentalne aikido asocijacije" (FAA), udruge sa sjedištem u Belgiji.

## Vanjske povezice
- Daniel Toutain